# Knight (jeu de rôle)
 (septembre 2015).
Si vous disposez d'ouvrages ou d'articles de référence ou si vous connaissez des sites web de qualité traitant du thème abordé ici, merci de compléter l'article en donnant les références utiles à sa vérifiabilité et en les liant à la section « Notes et références ».

Knight est un jeu de rôle de Simon Gabillaud et Coline Pignat, déjà auteurs de Teocali et édité par les éditions Orygins puis à partir de 2018 par Antre Monde Editions.
Le jeu se veut épique, horrifique et apocalyptique.

## Contexte
Nous sommes en 2037, plusieurs éléments ont changé à jamais la face du monde parmi lesquels :

### 2029, Afrique du Sud
Un scientifique fait une découverte bouleversante pour l’humanité : l’immortalité.
Peu rassuré sur ce que l'humanité pourrait faire de sa découverte, il veut détruire son œuvre avant que le monde entier ne soit au courant. Mais il est déjà trop tard. Les États-Unis sont déjà prêts à tout pour en obtenir le résultat. Il faut ensuite peu de temps pour qu'une bombe bactériologique tombe sur la côte Est des États-Unis et provoque une épidémie : la "peste rouge". Pour faire face à la maladie, le pays a préféré se couper du reste du monde.

### 2029, Asie
Les différents pays s'unissent sous le nom de "dragon asiatique". Seul le Japon refuse d'y adhérer. Le Dragon réalise alors un blocus économique sur le pays durant plusieurs années. Mais le "Nodachi", société japonaise à la pointe de la technologie possédant des agents partout dans le monde, enlève les dirigeants du dragon en 2033 et en présente le président à l'Empereur du Japon. Quelque temps plus tard, le dragon asiatique annonce que le Japon est sous sa protection et fait du Nodachi sa force armée.

### 2033, monde entier
Des ténèbres surnaturelles apparaissent partout sur le globe. Appelées "Anathème", elles corrompent et transforment toutes les zones géographiques où elles sont installées :
- Proche orient : une nuit palpable dont personne n'est jamais ressorti ;
- Asie : la population laisse la place à une forêt de chair, d'organes, de dents et ongles ;
- Europe : les hommes et les animaux ont changé, muté pour tomber dans une déchéance d'instincts primitifs ;
- Amérique du Nord : toute la zone autrefois désertée à cause de la peste rouge voit les machines prendre vie ;
- Sahara : l'obscurité se voit accompagnée d'un froid glacial empêchant quiconque de savoir ce qui s'y passe ;
- Reste du monde : des tâches plus petites apparaissent, laissant entrevoir des créatures au masque blanc.

Alors que l'humanité peine à combattre l'anathème, 24 personnes se présentent alors au monde, se déclarent immortelles et annoncent pouvoir sauver quiconque se mettra sous leur protection. Elles construisent d'immenses structures dénommées "arches" au niveau de grande métropole telle que Los Angeles ou encore Londres.
Tout le monde ne peut bien évidemment pas rejoindre les arches et certains ne le souhaitent pas, considérant cette protection comme de l'esclavage à peine dissimulé. L'hémisphère sud et les territoires de l'équateur ne sont même pas conviés à rejoindre ces méga-structures.
Des millions d'humains vivent alors sur une Terre dévastée sont nommés "rebuts" par leurs congénères "citoyens", habitant au sein des 24 Arches.

## Le "Knight"
Un jour, un homme seul, doté d'une armure surpuissante défait la zone de ténèbres couvrant Dublin. Il est dénommé "Arthur" et porte une "méta-armure", bijou de technologie créé par un génie : "Merlin". 
Soutenus  depuis par les immortels, Arthur et Merlin fondent le Knight dans le palais de Westminster, à Londres. Ils demandent et obtiennent les fonds suffisants pour créer un millier de méta-armures. Cette légion sera le bras armé des Arches, ramenant l'espoir et la lumière là où se trouvent les ténèbres de l'Anathème. 
À la suite d'une action d'éclat, un acte héroïque et/ou méritant, des hommes et femmes pourront intégrer le Knight et porter une des 9 méta-armures créées par Merlin.

### Organisation
Le Knight est donc formé d'environ un millier de chevaliers, et de plus de 10 000 personnels "civils" agissant en qualité d'intendance et de logisticien.
Son organisation et sa hiérarchie est basé sur les légendes Arthuriennes, Arthur en tant que Roi, Merlin comme conseiller et les chevaliers de la Table Ronde dirigeant les sections suivantes :
- Ogre : lutte au cœur des ténèbres ;
- Giant : production et réparation des méta-armures ;
- Gargoyle : protection du Knight, des autorités et de la population ;
- Korrigan : service de renseignements ;
- Cyclope : section de recherche sur les ténèbres ;
- Dragon : lutte contre le désespoir ;
- Griffon : combat motorisée et pilote ;
- Tarasque : section "suicide" ;
- Kraken : section d'élite.

Certains sièges sont encore vacants et attendent l'Homme qui saura remplir ce rôle à la tête d'une section.
Certains membres du Knight, particulièrement méritant deviennent des écuyers, les personnages-joueurs font partie de cette élite. Directement sous les ordres d'un membre de la table ronde, ils se chargent des missions les plus difficiles et les plus périlleuses.

### Équipement
Ce qui fait d'un homme un membre du Knight, c'est sa méta-armure. Au nombre de 11, elles ont été pensées pour être complémentaires. Créées sur différentes "générations", elles possèdent toutes un équipement standard et des modules complémentaires propres à chaque membre.
- Les armures de première génération ont été pensées comme les armures d'antan, basées plus sur la protection du porteur et le rayonnement de ce dernier sur ses ennemis comme sur la population.
  - Warrior : polyvalence ;
  - Paladin : protection/champ de force ;
  - Priest : réparation/soins/structure solide ;
  - Warmaster : améliore les alliés/pénalise les ennemis.
- Les armures de deuxième génération ont été conçues pour assurer une plus grande polyvalence sur le terrain et compléter les lacunes des premières générations.
  - Rogue : invisibilité ;
  - Bard : champ holographique ;
  - Ranger : capable de générer des munitions aux effets insoupçonnés.
- Les armures de troisième génération sont des bijoux de haute technologie, pensées comme des armes plus que des armures, elles sont extrêmement rares puisque plus difficile à produire.
  - Barbarian : agrandissement de la taille, force exponentielle à la taille ;
  - Wizard : vague lumineuse, manipulation de plasma ;
  - Psion : contrôle des créatures des ténèbres ;
  - Monk : manipulation de l'énergie alpha ;
  - Druid : invocation d'un compagnon parmi ceux dont il dispose.
- Les armures de quatrième génération sont des modèles top secret au sein même du Knight.

## Récompenses
Knight a reçu le GRoG d'or 2022, décerné par le Guide du Rôliste Galactique.